# Tultitlán (estación)
Tultitlán es una de las estaciones que forman parte del Ferrocarril Suburbano de la Zona Metropolitana del Valle de México.
Se ubica en el Municipio de Tultitlán de Mariano Escobedo, Estado de México.

## Historia
La estación Tultitlán fue inaugurada el 5 de enero de 2009 como parte del segundo tramo del sistema 1 del Ferrocarril Suburbano de la Zona Metropolitana del Valle de México, que va desde Buenavista en la Ciudad de México hasta la estación Cuautitlán en el Estado de México.

## Información general
El ícono de la estación representa una simplificación del símbolo azteca para el cuchillo de obsidiana.
La utilización de este símbolo, hace referencia al año de fundación de Tultiptlán prehispánico, el año 7-técpatl que equivale en nuestro calendario al año 1353.
Tultitlán es una palabra derivada de los vocablos náhuatl Tollin (Tule) y Tlanti, y significa "junto al tule" o "lugar del tule". En los tiempos prehispánicos el área de Tultitlán tenía varias lagunas, arroyos y pantanos, donde crecían gran cantidad de tules y otras plantas acuáticas.

## Conectividad

### Conexiones
Existen conexiones con las estaciones y paradas de diversos sistemas de transporte:
- La estación cuenta con un CETRAM.